# Rügland
Rügland è un comune tedesco di 1 266 abitanti, situato nel land della Baviera.